# Jean Berque
Pour les articles homonymes, voir Berque.
Jean Berque, né à Reims le 31 janvier 1896, mort à Paris, rue de Seine, le 27 avril 1954, est un peintre et illustrateur français.  

## Biographie
Fils de propriétaire de vins de Champagne, Jean Berque, élève des Nabis, Félix Vallotton, Maurice Denis et Paul Sérusier, fut un des premiers membres de l’Union Rémoise des Arts Décoratifs. Il a réalisé le chemin de croix de l'église Saint-Nicaise de Reims. Réputé pour ses nus, il exposa au Salon d'automne de 1924 à 1928 et au Salon des Tuileries entre 1927 et 1934. Il est surtout connu comme illustrateur de livres et collabora avec François-Louis Schmied, Philippe Gonin et les frères Gonin, de Lausanne. Il illustra notamment des ouvrages d’André Gide, Pierre Louÿs,, Colette, Montherlant, André Maurois, Paul Claudel, Anna de Noailles et Paul-Jean Toulet, ainsi que Le Cantique des Cantiques. L'illustration du livre de poèmes  Vers Toi, signé Claude Ramboz, publié par Philippe Gonin en 1935, contient plus de cinquante gouaches originales de nues féminins. Il épousa à Paris, en 1920, Raymonde Thorel, d’Épernay, puis, en 1943, Germaine Kohn. Chevalier de la Légion d'honneur en 1953, il repose à La Celle-Saint-Cloud (Yvelines).